# Descàrrega (informàtica)

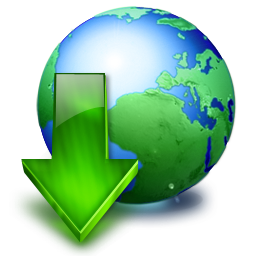
Representació de descàrregues des d'Internet (representat per la Terra)

Descarregar o baixar (download en anglès) és l'acció informàtica per la qual un arxiu que no resideix a la màquina d'un usuari passa a estar-ho, mitjançant una transferència de dades a través d'una xarxa des d'un altre ordinador o qualsevol aparell electrònic que sí que l'alberga.
Normalment, les descàrregues segueixen el model de client-servidor, on el servidor és la màquina que conté les dades que el client, una altra màquina, es vol descarregar. La durada del procés variarà en funció de la mida del fitxer, de la velocitat d'enviament de la màquina que ho alberga i de la velocitat de descàrrega del que ho rep.

## Definició
Comunament, el terme descàrrega s'utilitza per referenciar contingut que és obtingut a través d'Internet, principalment arxius de qualsevol classe com un document o aplicació, per a la seva posterior visualització offline (sense tenir accés a la xarxa), amb l'ús de les aplicacions adients.
En realitat, encara que generalment els arxius es descarreguen d'un servidor (o host) mitjançant descàrrega directa —on el client demana explícitament al servidor la descàrrega d'uns arxius—, l'accés a qualsevol informació a Internet provoca una descàrrega prèvia d'aquest contingut, ja siguin textos, imatges, vídeos, etc.
Per efectuar la transferència existeixen múltiples maneres, segons el protocol amb què es comuniquin les dues màquines implicades, els més comuns són l'HTTP (Protocol de Transferència d'Hipertext) i l'FTP (Protocol de Transferència de Fitxers) i, quant als mètodes de descàrrega, els més comuns són el model Client-Servidor i el d'igual a igual (Peer-to-Peer o P2P en anglès).
Les descàrregues s'acostumen a processar en dues fases, en la primera el client es posa en contacte amb el servidor i li indica quins arxius requereix. En la segona, si el servidor disposa dels arxius, li comença a enviar l'arxiu en petits blocs. En cas contrari, si el servidor no el té o no pot accedir als arxius requerits, indica al client que no els pot enviar.
El procés contrari, enviar un arxiu a altre ordinador o servidor, es coneix com pujar (upload en anglès). En alguns contextos, els temes de descàrrega i pujada es poden utilitzar indistintament, ja que pujar un arxiu des d'un ordinador A a un ordinador B, significa que l'ordinador B està realitzant una descàrrega. La distinció resideix en quina de les dues màquines (ordinador) comença la interacció i fa la demanda.
Cal puntualitzar que el terme descàrrega es distingeix del concepte de streaming (reproducció en temps real), el qual indica la recepció de dades de forma gairebé immediata, mentre la transmissió està encara en curs i que comporta que no es pugui emmagatzemar a llarg termini. Un clar exemple d'aquest sistema és el lloc web YouTube. La diferència resideix en el fet que la descàrrega implica específicament "rebre i guardar" durant un temps més o menys llarg que, alhora, permet la seva visualització offline.

## Protocols i mètodes

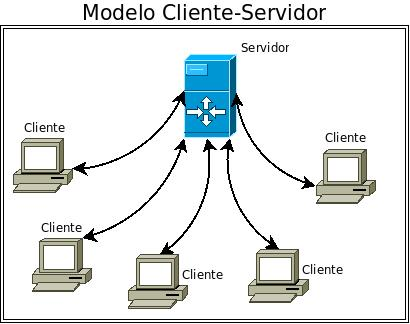
Estructura del model Client-Servidor on diversos clients accedeixen als serveis oferts pel servidor (en blau)

A continuació s'hi presenten els protocols, a escala d'aplicació del model TCP/IP, i mètodes o models més utilitzats per la descàrrega d'arxius per Internet.

### Protocols (a escala d'aplicació)
- HTTP – Protocol estàndard per a l'intercanvi de documents d'hipertext i multimèdia utilitzat pels navegadors per a visualitzar les pàgines web.[2]
- FTP – Protocol estàndard per intercanviar fitxers entre ordinadors amb qualsevol sistema operatiu.[4]

### Mètodes
- Client-servidor – El servidor ofereix uns recursos (en aquest cas, arxius informàtics) els quals el Client requereix (es vol descarregar).
- P2P – Sistema de comunicació per Internet que no té clients ni servidors fixos, sinó una sèrie de nodes que es comporten alhora com a clients i com a servidors dels altres nodes de la xarxa.

Una xarxa d'igual a igual (peer-to-peer o P2P en anglès) en què cada node comparteix recursos amb els altres actuant així com a servidor i com a client.